# Aller (kommun)
Aller är en kommun i Spanien.  Den ligger i den autonoma regionen Asturien i nordvästra delen av landet, 400 km nordväst om huvudstaden Madrid. Antalet invånare är 10 012 (2024). Arean är 376,32 kvadratkilometer. Aller gränsar till Mieres, Laviana, Sobrescobio, Caso, Puebla de Lillo, Valdelugueros, Cármenes och Villamanín. 